# Lijst van gemeentelijke monumenten in Haarlemmermeer
De gemeente Haarlemmermeer kent 49 gemeentelijke monumenten, hieronder een overzicht. 

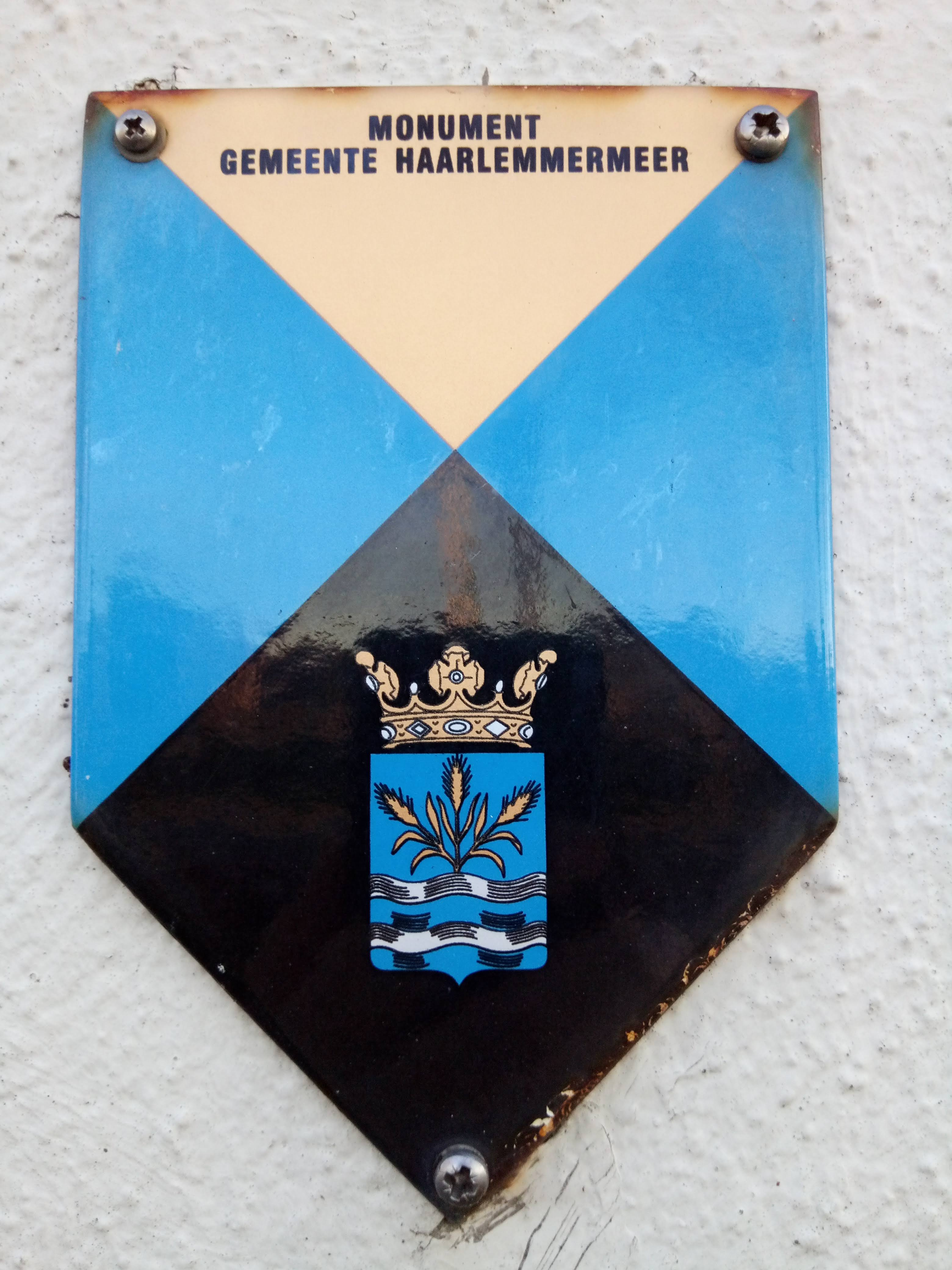
Aanduiding op een gebouw van een gemeentelijk monument

## Abbenes
De plaats Abbenes kent 3 gemeentelijke monumenten:
| Object                    | Bouwjaar        | Architect    | Locatie                                    | Coördinaten                   | Nr.     | Afbeelding                |
| ------------------------- | --------------- | ------------ | ------------------------------------------ | ----------------------------- | ------- | ------------------------- |
| Graf van Jan Pieter Heije | 1876            | W Molkenboer | Dokter Heijelaan (bij Maria Margaretalaan) | 52° 13' 50" NB, 4° 35' 32" OL | 0394/48 | Graf van Jan Pieter Heije |
| Boerderij Meerhof         | 1893 (woonhuis) |              | Hoofdweg 1695                              | 52° 13' 55" NB, 4° 34' 57" OL | 0394/49 | Boerderij Meerhof         |
| Hervormde Kerk            | 1868            |              | Hoofdweg 1764                              | 52° 14' 3" NB, 4° 35' 27" OL  | 0394/47 | Hervormde Kerk            |

## Badhoevedorp
De plaats Badhoevedorp kent 3 gemeentelijke monumenten:
| Object              | Bouwjaar | Architect  | Locatie                         | Coördinaten                   | Nr.     | Afbeelding          |
| ------------------- | -------- | ---------- | ------------------------------- | ----------------------------- | ------- | ------------------- |
| Oranje Nassauschool | 1931     |            | Burgemeester Amersfoordtlaan 61 | 52° 20' 20" NB, 4° 47' 8" OL  | 0394/64 | Oranje Nassauschool |
| Boerderij           | 1860     |            | Sloterweg 349                   | 52° 19' 46" NB, 4° 45' 57" OL | 0394/4  | Boerderij           |
| Rietveldschool      | 1963     | G Rietveld | Edisonstraat 3                  |                               | 0394/68 | Rietveldschool      |

## Boesingheliede
De plaats Boesingheliede kent 1 gemeentelijk monument:
| Object                   | Bouwjaar  | Architect | Locatie              | Coördinaten                   | Nr.    | Afbeelding               |
| ------------------------ | --------- | --------- | -------------------- | ----------------------------- | ------ | ------------------------ |
| Pompstation waterleiding | 1926/1927 |           | Schipholweg, bij 815 | 52° 21' 28" NB, 4° 43' 50" OL | 0394/3 | Pompstation waterleiding |

## Buitenkaag
De plaats Buitenkaag kent 2 gemeentelijk monumenten:
| Object                                     | Bouwjaar | Architect | Locatie               | Coördinaten                   | Nr.     | Afbeelding                                 |
| ------------------------------------------ | -------- | --------- | --------------------- | ----------------------------- | ------- | ------------------------------------------ |
| Kerkcomplex Joannes Evangelist             | 1930     |           | Hoofdweg 2030 en 2032 | 52° 13' 15" NB, 4° 33' 36" OL | 0394/50 | Kerkcomplex Joannes Evangelist             |
| Arbeidershuisjes bij het gemaal Leeghwater | 1890     |           | Lisserdijk 7-12       | 52° 13' 15" NB, 4° 33' 24" OL | 0394/   | Arbeidershuisjes bij het gemaal Leeghwater |

## Cruquius
De plaats Cruquius kent 1 gemeentelijk monument:
| Object                  | Bouwjaar | Architect | Locatie         | Coördinaten                   | Nr.     | Afbeelding              |
| ----------------------- | -------- | --------- | --------------- | ----------------------------- | ------- | ----------------------- |
| Boerderij Cruquiushoeve |          |           | Cruquiusdijk 54 | 52° 20' 11" NB, 4° 38' 30" OL | 0394/17 | Boerderij Cruquiushoeve |

## Haarlemmerliede
De plaats Haarlemmerliede kent 3 gemeentelijke monumenten:
| Object                                        | Bouwjaar  | Architect     | Locatie           | Coördinaten                   | Nr.        | Afbeelding                                    |
| --------------------------------------------- | --------- | ------------- | ----------------- | ----------------------------- | ---------- | --------------------------------------------- |
| St. Jacobus de Meerderekerk, parochie en tuin | 1836-1837 | H.H. Dansdorp | Liedeweg 52       | 52° 23' 21" NB, 4° 41' 10" OL | 0394/WN001 | St. Jacobus de Meerderekerk, parochie en tuin |
| De paardenmuur                                |           |               | naast Liedeweg 63 |                               | 0394/WN002 | De paardenmuur                                |
| Trafohuisje                                   | 1946      |               | Liedeweg          | 52° 23' 19" NB, 4° 41' 5" OL  | 0394/WN003 | Trafohuisje                                   |

## Halfweg
De plaats Halfweg kent 11 gemeentelijke monumenten:
| Object                                                                    | Bouwjaar              | Architect      | Locatie                         | Coördinaten                   | Nr.        | Afbeelding                         |
| ------------------------------------------------------------------------- | --------------------- | -------------- | ------------------------------- | ----------------------------- | ---------- | ---------------------------------- |
| Huis ter Hart                                                             |                       |                | Dr. Baumannplein 1-3            | 52° 23' 4" NB, 4° 45' 1" OL   | 0394/WN004 | Meer afbeeldingen                  |
| suikerfabriek: het 19e-eeuwse deel                                        | eind negentiende eeuw |                | Haarlemmerstraatweg 7           | 52° 23' 8" NB, 4° 44' 46" OL  | 0394/WN005 | suikerfabriek: het 19e-eeuwse deel |
| suikerfabriek: havenkantoor                                               | 1919                  | J. van der Ban | Haarlemmerstraatweg 7           | 52° 23' 8" NB, 4° 44' 46" OL  | 0394/WN006 | Upload foto                        |
| suikerfabriek: complex arbeiders- en middenstandswoningen                 | 1921                  |                | Haarlemmerstraatweg 15 t/m 31   | 52° 23' 9" NB, 4° 44' 42" OL  | 0394/WN007 | Meer afbeeldingen                  |
| suikerfabriek: voormalige personeelswoning Hoogheemraadschap van Rijnland |                       |                | Haarlemmerstraatweg 25          | 52° 23' 8" NB, 4° 44' 43" OL  | 0394/WN008 | Meer afbeeldingen                  |
| Voormalige tuinderswoning                                                 | 1903                  |                | Haarlemmerstraatweg 59a         | 52° 23' 10" NB, 4° 44' 29" OL | 0394/WN009 | Meer afbeeldingen                  |
| Sluizencomplex Halfweg                                                    |                       |                | Oude Haarlemmerstraatweg        | 52° 23' 10" NB, 4° 44' 44" OL | 0394/WN010 | Meer afbeeldingen                  |
| Stolpboerderij                                                            |                       |                | Ringweg 8-10                    | 52° 25' 9" NB, 4° 42' 55" OL  | 0394/WN011 | Upload foto                        |
| Voormalig badhuis                                                         | 1926                  | Jan op 't Land | Schoolstraat 14                 | 52° 22' 60" NB, 4° 45' 10" OL | 0394/WN012 | Voormalig badhuis                  |
| IJsteeg                                                                   |                       |                | IJsteeg 1-5, Baumannplein 17-23 |                               | 0394/WN013 | Meer afbeeldingen                  |
| Kleine Kerk (Hervormde Kerk)                                              |                       |                | Wilhelminastraat 15             | 52° 22' 57" NB, 4° 45' 4" OL  | 0394/WN014 | Kleine Kerk (Hervormde Kerk)       |

## Hoofddorp
De plaats Hoofddorp kent 11 gemeentelijke monumenten:
| Object                       | Bouwjaar                 | Architect      | Locatie                                    | Coördinaten                   | Nr.     | Afbeelding                 |
| ---------------------------- | ------------------------ | -------------- | ------------------------------------------ | ----------------------------- | ------- | -------------------------- |
| Boerderij Boomkamp           | Voor 1868                |                | Hoofdweg 322                               | 52° 19' 51" NB, 4° 43' 49" OL | 0394/18 | Upload foto                |
| Boerderij Peking             | Voor 1868                |                | Hoofdweg 440                               | 52° 19' 21" NB, 4° 43' 3" OL  | 0394/20 | Boerderij Peking           |
| Woonhuis                     | Ca. 1905                 |                | Hoofdweg 683                               | 52° 18' 16" NB, 4° 41' 26" OL | 0394/28 | Woonhuis                   |
| Woonhuis annex kantoorpand   | 1910                     |                | Hoofdweg 689                               | 52° 18' 15" NB, 4° 41' 24" OL | 0394/29 | Woonhuis annex kantoorpand |
| Boerderij Hendrikskamp       | 1861                     |                | Hoofdweg 836                               | 52° 17' 46" NB, 4° 40' 48" OL | 0394/37 | Boerderij Hendrikskamp     |
| Café annex woonhuis          | 1854 1860                |                | Hoofdweg 901                               | 52° 17' 8" NB, 4° 39' 48" OL  | 0394/38 | Café annex woonhuis        |
| Boerderij Onze Lust          |                          |                | IJweg 1092                                 | 52° 18' 41" NB, 4° 39' 43" OL | 0394/35 | Upload foto                |
| Boerderij Commandeurshoeve   | 1892                     |                | IJweg 921                                  | 52° 19' 34" NB, 4° 40' 53" OL | 0394/34 | Upload foto                |
| Woonhuis                     | Ca. 1925                 | J.F.R.Gevers   | Julianalaan 42                             | 52° 18' 8" NB, 4° 41' 55" OL  | 0394/57 | Woonhuis                   |
| Woonhuis                     | Ca. 1925                 | J.F.R.Gevers   | Julianalaan 44                             | 52° 18' 8" NB, 4° 41' 54" OL  | 0394/59 | Woonhuis                   |
| Woonhuis                     | Ca. 1925                 | J.F.R.Gevers   | Julianalaan 45                             | 52° 18' 7" NB, 4° 41' 51" OL  | 0394/60 | Upload foto                |
| Vml. Landbouwschool          | 1922                     | J.F.R.Gevers   | Julianalaan 46                             | 52° 18' 7" NB, 4° 41' 54" OL  | 0394/61 | Upload foto                |
| Woonhuis                     | Ca. 1925                 |                | Julianalaan 50                             | 52° 18' 6" NB, 4° 41' 52" OL  | 0394/62 | Woonhuis                   |
| complex Joannes de Doperkerk | 1858 tm 1860             | Th. Molkenboer | Kruisweg 1067,1069,1071,1073               | 52° 18' 28" NB, 4° 41' 22" OL | 0394/22 | Meer afbeeldingen          |
| Boerderij Mentz              | Voor 1864                |                | Kruisweg 1403 (g) en 1405                  |                               | 0394/21 | Upload foto                |
| Hoogspanningsgebouw          | 1936                     |                | Kruisweg 883                               | 52° 18' 2" NB, 4° 42' 7" OL   | 0394/66 | Upload foto                |
| Marktzicht                   | Beginjaren van de polder |                | Marktplein 31                              | 52° 18' 19" NB, 4° 41' 39" OL | 0394/24 | Marktzicht                 |
| Begraafplaats Iepenhof       | 1860                     |                | naast Hoofdweg 774 (achter Hoofdvaartkerk) |                               | 0394/31 | Meer afbeeldingen          |
| Woonhuis                     | Rond 1900                |                | Raadhuislaan 12 en hoek Fortweg            | 52° 18' 20" NB, 4° 41' 23" OL | 0394/25 | Upload foto                |
| Boerderij Den Burgh          | Waarschijnlijk 1861      |                | Rijnlanderweg 878                          | 52° 17' 13" NB, 4° 42' 25" OL | 0394/65 | Upload foto                |
| TBC-huisje                   | 1922/1923                |                | Spaarnepoort 1                             | 52° 19' 28" NB, 4° 39' 14" OL | 0394/63 | TBC-huisje                 |
| Hydrapapier                  | 2002                     | Asymptote      | Haarlemmermeerse Bos                       | 52° 19' 46" NB, 4° 40' 11" OL | 0394/   | Upload foto                |

## Lijnden
De plaats Lijnden kent 1 gemeentelijk monument:
| Object                                | Bouwjaar           | Architect     | Locatie                       | Coördinaten                  | Nr.    | Afbeelding                            |
| ------------------------------------- | ------------------ | ------------- | ----------------------------- | ---------------------------- | ------ | ------------------------------------- |
| Kerk/pastorie St Franciscus van Sales | Resp. 1859 en 1863 | Th Molkenboer | Schipholweg 641, Hoofdweg 121 | 52° 20' 49" NB, 4° 45' 5" OL | 0394/2 | Kerk/pastorie St Franciscus van Sales |

## Lisserbroek
De plaats Lisserbroek kent 1 gemeentelijk monument:
| Object               | Bouwjaar      | Architect | Locatie              | Coördinaten                   | Nr.     | Afbeelding           |
| -------------------- | ------------- | --------- | -------------------- | ----------------------------- | ------- | -------------------- |
| Boerderij Olmenhorst | Ca. 1894-1906 |           | Lisserweg 485 en 487 | 52° 15' 11" NB, 4° 35' 19" OL | 0394/46 | Boerderij Olmenhorst |

## Nieuw-Vennep
De plaats Nieuw Vennep kent 5 gemeentelijke monumenten:
| Object                             | Bouwjaar               | Architect | Locatie                          | Coördinaten                   | Nr.     | Afbeelding                         |
| ---------------------------------- | ---------------------- | --------- | -------------------------------- | ----------------------------- | ------- | ---------------------------------- |
| Toegangshek Begraafplaats Taxushof | 2e helft 19e eeuw      |           | Bosstraat/Rustoordstraat         | 52° 15' 52" NB, 4° 38' 14" OL | 0394/41 | Toegangshek Begraafplaats Taxushof |
| Witte Kerk en pastorie             | 1862                   |           | Hoofdweg 1320 ( Venneperweg 477) | 52° 15' 52" NB, 4° 38' 7" OL  | 0394/42 | Witte Kerk en pastorie             |
| Boerderij                          | Laatste kwart 19e eeuw |           | Hoofdweg 983 en 985              | 52° 16' 13" NB, 4° 38' 30" OL | 0394/39 | Boerderij                          |
| Pomphuisje                         | Ca. 1920               |           | nabij Hoofdweg 1126              | 52° 16' 36" NB, 4° 39' 8" OL  | 0394/40 | Pomphuisje                         |
| Woning                             |                        |           | Rijnlanderweg 1253               | 52° 15' 55" NB, 4° 40' 27" OL | 0394/43 | Woning                             |

## Rijsenhout
De plaats Rijsenhout kent 2 gemeentelijke monumenten:
| Object                 | Bouwjaar | Architect | Locatie             | Coördinaten                   | Nr.     | Afbeelding             |
| ---------------------- | -------- | --------- | ------------------- | ----------------------------- | ------- | ---------------------- |
| Boerderij De Rijsenhof | 1901     |           | Aalsmeerderdijk 640 | 52° 15' 36" NB, 4° 43' 12" OL | 0394/44 | Boerderij De Rijsenhof |
| Boerderij              | 1871     |           | Grote Poellaan 23   | 52° 15' 3" NB, 4° 42' 19" OL  | 0394/45 | Boerderij              |

## Spaarndam
De plaats Spaarndam kent 5 gemeentelijke monumenten:
| Object                            | Bouwjaar | Architect | Locatie                           | Coördinaten                   | Nr.        | Afbeelding                        |
| --------------------------------- | -------- | --------- | --------------------------------- | ----------------------------- | ---------- | --------------------------------- |
| Hooihuisboerderij                 |          |           | Kerkweg 4                         | 52° 23' 45" NB, 4° 41' 24" OL | 0394/WN015 | Upload foto                       |
| 't Widde Thoes'                   |          |           | Ringweg 115                       | 52° 24' 47" NB, 4° 41' 1" OL  | 0394/WN016 | 't Widde Thoes'                   |
| Rijnlands afstandspalen           |          |           | Spaarndammerdijk                  | 52° 24' 12" NB, 4° 42' 36" OL | 0394/WN017 | Upload foto                       |
| Spaarndammerdijk en Inlaagse dijk |          |           | Spaarndammerdijk en Inlaagse dijk |                               | 0394/WN018 | Spaarndammerdijk en Inlaagse dijk |
| Kademuur van het IJ               |          |           | Spaarndammerdijk tegenover 23     |                               | 0394/WN019 | Upload foto                       |

## Spaarnwoude
De plaats Spaarnwoude kent 4 gemeentelijke monumenten:
| Object                                         | Bouwjaar | Architect | Locatie       | Coördinaten                   | Nr.        | Afbeelding                                    |
| ---------------------------------------------- | -------- | --------- | ------------- | ----------------------------- | ---------- | --------------------------------------------- |
| Dorpsgezicht Spaarnwoude                       |          |           | Kerkweg 22-32 | 52° 24' 12" NB, 4° 41' 38" OL | 0394/WN020 | Upload foto                                   |
| De 13-eeuwse kelders van het Slot Spaarnwoude  |          |           | Kerkweg 27    | 52° 24' 20" NB, 4° 41' 41" OL | 0394/WN021 | De 13-eeuwse kelders van het Slot Spaarnwoude |
| De 13e-eeuwse kelders van het Slot Spaarnwoude |          |           | Kerkweg 28    | 52° 24' 20" NB, 4° 41' 41" OL | 0394/WN022 | Upload foto                                   |
| Trafohuisje                                    |          |           | Kerkweg       | 52° 23' 8" NB, 4° 42' 12" OL  | 0394/WN023 | Upload foto                                   |

## Vijfhuizen
De plaats Vijfhuizen kent 9 gemeentelijke monumenten:
| Object                          | Bouwjaar  | Architect | Locatie                    | Coördinaten                   | Nr.     | Afbeelding        |
| ------------------------------- | --------- | --------- | -------------------------- | ----------------------------- | ------- | ----------------- |
| Eendenkooi Stokman              | 1701      |           | Kromme Spieringweg 355     | 52° 21' 27" NB, 4° 41' 1" OL  | 0394/5  | Upload foto       |
| Boerderij De Dageraad           | Voor 1868 |           | Kromme Spieringweg 402     | 52° 21' 12" NB, 4° 40' 52" OL | 0394/6  | Upload foto       |
| Onderwijzerswoning De Waterwolf | 1866      |           | Kromme Spieringweg 436-438 | 52° 21' 39" NB, 4° 41' 34" OL | 0394/8  | Upload foto       |
| Winkel annex woonhuis           | 1919      |           | Kromme Spieringweg 440     | 52° 21' 7" NB, 4° 40' 39" OL  | 0394/10 | Upload foto       |
| Graanpakhuis                    | 1912      |           | Kromme Spieringweg 458-460 | 52° 21' 39" NB, 4° 41' 34" OL | 0394/11 | Upload foto       |
| Woonhuis                        | 1880      |           | Kromme Spieringweg 513     | 52° 21' 7" NB, 4° 40' 39" OL  | 0394/9  | Upload foto       |
| Wilhelminaboom                  | 1898      |           | Spieringweg (bij het fort) |                               | 0394/12 | Upload foto       |
| Boerderij Schapenburg           | 1861      |           | Spieringweg 536            | 52° 20' 36" NB, 4° 40' 5" OL  | 0394/14 | Upload foto       |
| Vijfhuizerbrug (ophaalbrug)     | 1931      |           | Vijfhuizerdijk             | 52° 21' 49" NB, 4° 40' 28" OL | 0394/7  | Meer afbeeldingen |

## Zwaanshoek
De plaats Zwaanshoek kent 1 gemeentelijk monument:
| Object            | Bouwjaar     | Architect       | Locatie          | Coördinaten                   | Nr.     | Afbeelding        |
| ----------------- | ------------ | --------------- | ---------------- | ----------------------------- | ------- | ----------------- |
| Aula van Rietveld | 1966 en 2002 | Gerrit Rietveld | Spieringweg 1021 | 52° 18' 50" NB, 4° 37' 24" OL | 0394/66 | Aula van Rietveld |